# 金鐘（德立街）巴士總站
金鐘（德立街）巴士總站（英文：Admiralty (Drake  Street) Bus Terminus）位於香港中西區金鐘德立街，為一個已停用的巴士總站。

## 總站概況
金鐘（德立街）巴士總站位於金鐘德立街路旁，總站上蓋建有金鐘廊，鄰近港鐵金鐘站C2出口及的士站。此總站停用前曾為過海隧道巴士601線及過海隧道巴士N601線的總站，2000年10月30日，601線由金鐘（東）巴士總站搬至金鐘德立街總站，以配合金鐘（東）巴士總站行車方向改動，而N601線亦隨之遷來，此外並無其他巴士路線曾使用此站。
配合金鐘公共運輸交匯處改善工程，2012年7月29日，過海隧道巴士930線總站遷往灣仔碼頭，不再使用金鐘（東）巴士總站；原有站位改由同日從金鐘德立街遷回的601線使用，原有之的士站遷移至此處，而原有之的士站將改作上落客貨區。

## 總站設施
此總站停用前設有新巴站長室。

### 香港島專線小巴31線〔特別班次〕
- 田灣 ↔ 金鐘（德立街）

## 外部連結
- 金鐘公共運輸交匯處改善工程，運輸署

]]